# Леонид Родосский
Леонид Родосский (др.-греч. Λεωνίδας ὁ Ρόδιος) — древнегреческий атлет с острова Родос, одержавший наибольшее количество побед на Олимпийских играх античности.
На четырёх Олимпийских играх (164—152 до н. э.) побеждал в беге, двойном беге и гоплитодроме (беге в гоплитском снаряжении), заслужив славу лучшего спринтера в античности. Став четырёхкратным триастом (победителем в трёх дисциплинах), установил с 12 индивидуальными победами достижение, продержавшееся непревзойдённым 2168 лет(См. ниже ).
Поскольку для гоплитодрома, в отличие от двух других видов состязаний, примерно соответствующих бегу на 200 и 400 метров, требовалась не столько быстрота, сколько сила и выносливость, достижение родосца, как пишет Флавий Филострат в трактате «О гимнастике», поставило под сомнение прежние методы подготовки бегунов и классификацию типов телосложения.
Несмотря на феноменальное достижение, об этом атлете не сохранилось биографических или легендарных сведений. По утверждению BBC, на Родосе была установлена статуя Леонида с надписью «Он бегал как бог».

## Легендарный рекорд
Рекорд, установленный, по легенде, Леонидом на четырех Олимпийских играх в 164—152 гг. до н. э., — 12 олимпийских венков (аналог современной золотой олимпийской медали), — был побит в 2016 году американским пловцом Майклом Фелпсом, когда он в ходе летних Олимпийских игр 2016 года завоевал золотую медаль в заплыве на 200 м, ставшую его 13‑й золотой олимпийской медалью в индивидуальных состязаниях (всего у Фелпса 23 золотые медали, из которых 10 получены за эстафетные заплывы).
Но тут стоит сделать оговорку: Леонид Родосский получил свои медали за три индивидуальных соревнования, тогда как Майкл Фелпс — за пять. Если судить по этому показателю, то рекорд Леонида Родосского до сих пор не побит.